# Sân bay Vọng An
Sân bay Vọng An (tiếng Trung: 望安機場, Vọng An cơ trường) (IATA: WOT, ICAO: RCWA) nằm tại hương Vọng An, huyện đảo Bành Hồ, Đài Loan. Việc xây dựng sân bay bắt đầu vào tháng 1 năm 1988, và hoàn thành vào cuối năm đó. Vào ngày 11 tháng 5 năm 1991 the Cục Hàng không Dân dụng Đài Loan bắt đầu quản lý sân bay, và hiện Vọng An đang có vai trò là một sân bay phụ. Đường băng được làm lại vào năm 1996. Hiện chỉ có Daily Air khai thác một đường bay hàng ngày tới Cao Hùng bằng Dornier 228-212.